# Бабанку
Элвиш Мануэль Монтейро Маседу (порт. Elvis Manuel Monteiro Macedo), более известный, как Бабанку (порт. Babanco; 27 июля 1985, Прая, Кабо-Верде) — кабо-вердианский футболист, полузащитник клуба «Униан Лейрия». Играл в составе сборной Кабо-Верде.

## Клубная карьера
Бабанку родился в городе Прая и в начале карьеры выступал за местные команды «Спортинг» и «Боавишту». В 2010 году он переехал в Португалию, где подписал контракт с «Арокой». 26 сентября в матче против «Белененсиша» Бабанку дебютировал в португальской Сегунде. 6 ноября в поединке против «Ольяненсе» он забил свой первый гол за «Ароку».
В 2012 году Бабанку перешёл в «Ольяненсе». 17 августа в матче против «Эшторил-Прая» он дебютировал в Сангриш лиге. По окончании сезона Бабанку подписал контракт с «Эшторил-Прая». 17 августа в поединке против «Насьонала» он дебютировал за новую команду. 5 февраля 2014 года в матче Кубка Португалии против «Порту» Бабанку забил первый гол за «Эшторил».
Летом 2016 года Бабанку перешёл в кипрский АЕЛ. В матче против «Этникоса» их Ахны он дебютировал в чемпионате Кипра. В начале 2017 года Бабанку вернулся в Португалию, подписав соглашение с «Фейренсе». 6 февраля в матче против «Риу Аве» он дебютировал за новую команду.

## Международная карьера
7 июня 2008 года в отборочном матче Кубка Африки 2010 против сборной Танзании Бабанку дебютировал за сборную Кабо-Верде. В этом же поединке он забил свой первый гол за национальную команду.
В 2013 году Бабанку поехал в ЮАР на розыгрыш Кубка африканских наций. На турнире он сыграл в матчах против сборных Анголы, Марокко, ЮАР и Ганы. Является рекордсменом Кабо-Верде по количеству матчей, всего он сыграл 51 матч и отличился 4 раза.

### Голы за сборную Кабо-Верде
| #   | Дата          | Место                                               | Противник             | Счёт | Результат | Соревнование                     |
| --- | ------------- | --------------------------------------------------- | --------------------- | ---- | --------- | -------------------------------- |
| 01. | 7 июня 2008   | Эштадио да Варжиа, Прая, Кабо-Верде                 | Танзания              | 1:0  | 1:0       | Чемпионат мира 2010 квалификация |
| 02. | 26 марта 2011 | Эштадио да Варжиа, Прая, Кабо-Верде                 | Либерия               | 2:0  | 4:2       | КАН 2012 квалификация            |
| 03. | 8 июня 2013   | Национальный стадион, Малабо, Экваториальная Гвинея | Экваториальная Гвинея | 0:1  | 1:2       | КАН 2013 квалификация            |
| 04. | 13 июня 2015  | Национальный стадион, Прая, Кабо-Верде              | Сан-Томе и Принсипи   | 6:1  | 7:1       | КАН 2017 квалификация            |